# 守城
《守城》（英語：Guarding Our City）是一部2021年為香港警方改編的電視電影宣傳短片，由林超賢執導，時長共14分鐘，於2021年1月23日在無綫電視及香港警察Facebook專頁播出。

## 劇情
內容描述引爆青衣油庫的計時炸彈以及香港警方消滅外籍恐怖分子。香港警察成功拘捕了恐怖組織頭目，其黨羽在香港策劃恐怖襲擊，脅持人質以威逼警方釋放其首腦。 260條人命、30分鐘、一個炸彈， 守城之戰，一觸即發！

## 演員表
此片有香港警方15個部隊、600名警員參演，包括時任香港警務處處長鄧炳強亦在片中「降級」飾演高級警員。
- 蕭澤頤 飾 行動組總指揮官
- 鄧炳強 飾 反恐特勤隊高級警員
- 陳健國

## 製作
影片拍攝共花費9天。

## 宣傳
鄧炳強談到拍攝目的時表示，由於反對逃犯條例修訂草案運動造成香港警方形象受損，有必要展開展現警察專業、正面形象的宣傳工作。

## 發行
該片於2021年1月23日在無綫電視翡翠台及香港警察Facebook專頁上播出。

## 收視
本節目於香港無綫電視翡翠台及myTV SUPER七日跨平台總收視之紀錄：
| 日期          | 平均收視 |
| 2021年1月23日 | 15.5點   |

本節目於澳門無綫電視翡翠台家中及家外直播總收視之紀錄：
| 日期          | 平均收視 |
| 2021年1月23日 | 11.1點   |

## 外部
- 【 2021年警隊最新宣傳片《守城》• 震撼上映 】（页面存档备份，存于）

## 電視節目變遷
| 香港無綫電視翡翠台 周六 22:30-23:00 時段        | 香港無綫電視翡翠台 周六 22:30-23:00 時段 | 香港無綫電視翡翠台 周六 22:30-23:00 時段 |
| ----------------------------------------------- | ---------------------------------------- | ---------------------------------------- |
|                                                 | 守城 （2021.01.23）                      |                                          |
| 到此一遊 （第4-6集） （2021.01.02－2021.01.16） | 輝哥為食遊III（第13集 ） （2021.1.30 )   |                                          |